# Il razzo eccezionale
Il razzo eccezionale (The Remarkable Rocket) è una fiaba di Oscar Wilde tratta dalla raccolta Il principe felice e altri racconti. Vi è chi vide nell'egoista protagonista una caricatura del pittore di ispirazione preraffaelita James Abbott McNeill Whistler, che era stato amico di Wilde.

## Trama
Durante la festa di nozze del figlio del re, dopo il banchetto, le danze e gli intrattenimenti vari, è previsto uno spettacolo pirotecnico al quale dovrebbe prendere parte un razzo molto particolare. Nell'attesa di essere sparati, i fuochi artificiali parlano fra di loro, invece il razzo del titolo preferisce vantarsi delle sue grandi qualità, e crede di essere il pezzo forte della serata. Tuttavia, per ostentare le proprie virtù e la propria sensibilità, si mette a piangere davanti agli "esplosivi" compagni: è così che si bagna troppo per accendersi e non prende fuoco a differenza dei compagni.
Il giorno dopo viene buttato in un laghetto, per poi essere raccolto da due ragazzini che lo scambiano per un bastone, mentre il razzo continua a pensare che stiano aspettando l'occasione più solenne per spiegarne tutta la pirotecnica magnificenza. I ragazzi decidono di metterlo al fuoco e, aspettando che la fiamma prenda vita, si addormentano. Essendo ancora molto umido, il razzo non parte subito e ci vuole del tempo prima che bruci. Quando poi il razzo prende fuoco, parte dando vita a un incredibile spettacolo pirotecnico, che nessuno è riuscito a vedere.

## Opere collegate
Il razzo eccezionale fa parte de Il principe felice e altri racconti assieme a:
- Il principe felice
- L'usignolo e la rosa
- Il gigante egoista
- L'amico devoto